# Vadamadurai
Vadamadurai es una ciudad y nagar Panchayat situada en el distrito de Dindigul en el estado de Tamil Nadu (India). Su población es de 18015 habitantes (2011). Se encuentra a 21 km de Dindigul y a 64 km de Madurai.

## Demografía
Según el censo de 2011 la población de Vadamadurai era de 18015 habitantes, de los cuales 8975 eran hombres y 9040 eran mujeres. Vadamadurai tiene una tasa media de alfabetización del 79,65%, inferior a la media estatal del 80,09%: la alfabetización masculina es del 87,60%, y la alfabetización femenina del 71,65%.